# الحزب الاشتراكي لعمال إيران
الحزب الاشتراكي لعمال إيران

## لمحة تاريخية
1983-1979 : لمحة تاريخية عن حزب العمال الاشتراكي في إيران.
حزب العمال الاشتراكي في إيران (باللغة الفارسية حزب كارگران سوسياليست - ح ك س) كان حزبا سياسيا شيوعيا، ذو اتجاه تروتسكي. تم إنشاء هذا الحزب في مؤتمر توحيد التروتسكيين الإيرانيين في شباط 1979 في طهران.
كان مؤسسو الحزب طلبة إيرانيون يدرسون في الخارج في السبعينيات (وبشكل أساسي في الولايات المتحدة الاميركية وأوروبا) والناشطون سياسياً ضد نظام الشاه محمد رضا بهلوي الديكتاتوري.
وعلى خلاف الستالينية والماوية والاتجاهات «البؤروية لحرب العصابات» كانوا تروتسكيين وبنوا علاقة مباشرة مع الأممية الرابعة - الأمانة الموحدة. وبنوا برنامجهم على الصعيد السياسي على سياق البرنامج الانتقالي لتروتسكي والمؤتمرات الأربعة الأولى للأممية الشيوعية. وقد اصدروا في لندن أثناء السبعينات جريدة نظرية وسياسية سُميت كندوكاو (التحليل).
وقد انعقد مؤتمر التوحيد بين التروتسكيين الإيرانيين هذا أثناء الثورة الإيرانية في 1979. وقد وحد هذا المؤتمر بالاخص انصار الاممية الرابعة - الأمانة الموحدة Fouth International-Unified Secretary وانصار حزب العمال الاشتراكي في الولايات المتحدة Socialist Workers Party: وعقب المؤتمر تم اطلاق حزب العمال الاشتراكي.
وكان توجه حزب العمال الاشتراكي متركزا حول تكوين منظمة للعمال في إيران.
وبعد عدة أشهر على التوحيد برز تكتل تعاون طبقي حاملا اوهاما تجاه نظام الخميني الديني البرجوازي في إيران، وسرعان ما حصل انشقاق لهذا التكتل وترك الحزب واستمر هذا التكتل نشاطه تحت اسم حزب العمال الثوري (حزب كارگران انقلابي) إلى أن حل نفسه بعد عدة سنوات.
اصدر حزب العمال الاشتراكي مابين عامي 1979 و1983 الصحف الاسبوعية التالية كارگر (العمال)، چه بايد كرد؟ (ما العمل ؟)، نظم كارگر (نظام العمال)، كارگر سوسياليست (العمال الاشتراكيون). وانشأوا دار نشر باسم طليعه) الطليعي)، ترجمت حوالي عشر مؤلفات من الأعمال الماركسية.
وإثر القمع الوحشي للنظام اضطر عدد من الناجون من هذا القمع إلى ترك البلد واللجوء إلى الخارج في 1983، وفي باريس استمر هؤلاء في نشاطهم واصدروا نشرة جديدة نظرية وسياسية باسم سوسياليزم وانقلاب (الاشتراكية والثورة)، لحد عام 1989.

## وصلات خارجية
- أرشيف الإنترنت الحزب الاشتراكي لعمال إيران
- أرشيف الإنترنت جريدة كندوكاو (التحليل)
- أرشيف الإنترنت الصحف چه بايد كرد؟ (ما العمل ؟)
- أرشيف الإنترنت الصحف كارگر (العمال)
- أرشيف الإنترنت الصحف كارگر سوسياليست (العمال الاشتراكيون)
- أرشيف الإنترنت نشرة سوسياليزم وانقلاب (الاشتراكية والثورة)
- أرشيف الإنترنت دار نشر طليعه) الطليعي)
- الفضاء الإنترنت ح ك س